# 冷歧暉
冷歧暉，中國清朝官員，江蘇苏州府嘉定县人。
冷歧暉為舉人出身。曾任福建福宁州知州，福宁州改置福宁府后，转任福宁府附郭霞浦县知县，后任建安縣知縣。於雍正八年（1730年）接替唐孝本擔任臺灣府臺灣縣知縣。